# La Plage des enfants perdus
Pour plus de détails, voir Fiche technique et Distribution.
La Plage des enfants perdus (en arabe : شاطئ الأطفال الضائعين ; Chateh Al Atfal Ad-daine) est un film marocain réalisé par Jillali Ferhati (ar), et sorti en 1991.

## Synopsis
Dans un village côtier marocain, Mina s'est isolée enfermée par son père à cause d'une grossesse, portant en elle le deuil de son amant qu'elle a assassiné par accident à la suite d'une dispute. Sa belle-mère stérile prend sa revanche, elle exhibe une fausse grossesse dans les rues du village. Mais la petite communauté commence à se poser des questions. pourtant Mina trouvera la force de crier la vérité.

## Fiche technique
- Titre original : شاطئ الأطفال الضائعين
- Titre français : La plage des enfants perdus
- Réalisation : Jillali Ferhati (ar)
- Scénario : Jillali Ferhati (ar)
- Photographie : Gilberto Azevedo, Jacques Besse
- Montage : Natalie Perrey
- Musique : Djamel Allam
- Son : Francis Baldos
- Décors : Abdelkrim Akkelach
- Société(s) de production : Héraclès Productions (Maroc), Ministère des Affaires Étrangères (France), FAS (France), 2M international (Maroc)
- Pays d'origine :  Maroc
- Langue : arabe marocain
- Genre : drame psychologique
- Durée : 88 minutes
- Date de sortie : 1er novembre 1991  Maroc

## Distribution
- Souad Ferhati : Mina
- Fatima Loukili : La belle-mère
- Larbi El Yacoubi
- Mohamed Timod: le père
- Mohamed Larbi Khassan
- Nezha Zakaria Ramzi

## Récompenses
- Prix d’interprétation féminine (Souad Ferhati) lors de la Biennale des Cinémas arabes à Paris.
- Grand prix de la biennale des cinémas arabes à Paris
- Grand prix Festival du cinéma africain de Milan

Compétition officielle : Festival de    Venise -  1991.
Grand prix du Festival national (Maroc 91).
Grand prix de la Biennale du Cinéma Arabe (Paris 1992) et prix de la meilleure interprétation féminine (Souad Ferhati).
Grand prix au Festival du Cinéma Africain (Milan 92).
Prix Spécial du jury et Prix de la meilleure contribution artistique au Festival de Namur (Belgique) - 1992.
Prix de la meilleure interprétation féminine (Souad Ferhati) : Festival de Carthage 1992.
Bronze au Festival de Damas 1993.

## Autour du film
- La lagune de l'oued Tahadart prêt d'Assilah a été le cadre du tournage du film La plage des enfants perdus[1].

## Citations
- « J’ai voulu raconter une histoire universelle qui touche le cœur de chacun, quelle que soit sa culture ou son origine. La dissimulation n’est pas spécifique à la tradition arabe. La peur du scandale est partagée par toutes les sociétés. Ce qui m’intéresse, c’est le secret, celui qui lie la fille et le père, celui de la belle-mère, celui des habitants du village qui se livrent à la contrebande. La mer est un secret, le sel respire un secret. Alors que le cinéma arabe se montre plutôt bavard, j’ai choisi la sobriété pour ramener les spectateurs à l’essentiel, la vérité des personnages. Je suis un peintre frustré. Par le cinéma, je rassemble peinture et écriture » dit Jilali Ferhati[2].